# Tropidion batesi
Tropidion batesi là một loài bọ cánh cứng trong họ Cerambycidae.